# Dalaffilla
Le Dalaffilla (également appelé Gabuli) est un petit volcan situé dans la région Afar en Éthiopie, au sud-est du volcan Alu.
Le cône de ce stratovolcan est relativement étroit mais très escarpé.